# هرمان آنشوتس-کمپفه
هرمان فرانتس یوزف هوبرتوس ماریا آنشوتس-کمپفه (آلمانی: Hermann Franz Joseph Hubertus Maria Anschütz-Kaempfe; زاده ۳ اکتبر ۱۸۷۲ در تسوایبروکن - درگذشته ۶ مه ۱۹۳۱ در مونیخ) مهندس و مخترع اهل آلمان بود. 
او مخترع قطب‌نمای غیر مغناطیسی یا قطب‌نمای گردش‌سنج است. قطب نمایی که دارای گردش‌سنجی است. این وسیله قطب جغرافیایی و نه قطب مغناطیسی زمین را نشان می‌دهد.